# Paul Rogers (calciatore)
Paul Anthony Rogers (Portsmouth, 21 marzo 1965) è un ex calciatore inglese, di ruolo centrocampista.

## Carriera
Dal 1986 al gennaio del 1992 gioca con i semiprofessionisti del Sutton Utd, club di Alliance Premier League (quinta divisione e più alto livello calcistico inglese al di fuori della Football League): qui, nell'arco della sua permanenza, oltre a vincere varie coppe minori totalizza 190 presenze e 14 reti in partite di campionato ed è tra i protagonisti della vittoria per 2-1 del 7 gennaio 1989 ai danni del Coventry City nel terzo turno della FA Cup 1988-1989 (uno dei rari casi in cui un club non-League ha eliminato un club di prima divisione). Nel gennaio del 1992 Rogers passa allo Sheffield Utd, club di prima divisione, con cui gioca per 2 stagioni e mezzo in questa categoria per un totale di 65 presenze e 6 reti in questa categoria. Rimane nel club anche per l'intera stagione 1994-1995 e nei primi mesi della stagione 1995-1996, collezionandovi ulteriori 61 presenze e 6 reti in seconda divisione. Passa quindi al Notts County, con cui fra la seconda parte della stagione 1995-1996 ed i primi mesi della stagione 1996-1997 realizza complessivamente 2 reti in 22 presenze in terza divisione. Passa quindi al Wigan, prima in prestito e successivamente a titolo definitivo: con la maglia dei Latics nella stagione 1996-1997 vince il campionato di quarta divisione, giocando poi per altre 2 stagioni in terza divisione e vincendo un Football League Trophy nella stagione 1998-1999 (segnando peraltro il gol decisivo in finale); con il club totalizza complessivamente 5 reti in 100 partite di campionato. Dal 1999 al 2003 milita invece nel Brighton: con i Seagulls dopo un piazzamento a metà classifica in quarta divisione nella stagione 1999-2000 vince 2 campionati consecutivi (giocando peraltro spesso da titolare), passando così in 2 anni dalla quarta alla seconda divisione inglese, categoria in cui nella stagione 2002-2003 gioca 4 partite, per poi passare in estate ai semiprofessionisti del Worthing, club di Isthmian League (all'epoca sesta divisione inglese), dove ricopre per 5 stagioni sia il ruolo di giocatore che quello di vice allenatore. Trascorre infine una stagione come vice allenatore del Burgess Hill Town.

## Palmarès

### Club

#### Competizioni nazionali
- Campionato inglese di quarta divisione: 1

Wigan: 1996-1997
- Football League Trophy: 1

Wigan: 1998-1999
- Conference League Cup: 1

Sutton United: 1990-1991
- Isthmian League Full Members' Cup: 1

Sutton United: 1991-1992

#### Competizioni regionali
- Surrey Senior Cup: 2

Sutton United: 1986-1987, 1987-1988